# Villers-Canivet
Villers-Canivet är en kommun i departementet Calvados i regionen Normandie i norra Frankrike. Kommunen ligger i kantonen Falaise-Nord som ligger i arrondissementet Caen. År 2022 hade Villers-Canivet 725 invånare.

## Befolkningsutveckling
Antalet invånare i kommunen Villers-Canivet
Referens:INSEE